# الموناسید دو زوریتا
الموناسید دو زوریتا (به اسپانیایی: Almonacid de Zorita) یک شهرستان در اسپانیا است که در استان گوادالاخارا واقع شده‌است.